# 鏟鮰
鏟鮰（學名：Pylodictis olivaris）為輻鰭魚綱鯰形目北美鯰科的其中一種，分布於北美洲密西西比河及五大湖流域，體長可達155公分，棲息在河流、湖泊、池塘等水域，屬肉食性。